# براندن دوزير
براندن دوزير (بالإنجليزية: Branden Dozier)‏ هو لاعب كرة قدم كندية أمريكي، ولد في 28 نوفمبر 1993 في توبيكا في الولايات المتحدة.